# Guttaringberg
Guttaringberg ist eine Ortschaft in der Gemeinde Guttaring im Bezirk Sankt Veit an der Glan in Kärnten (Österreich). Die Ortschaft hat 57 Einwohner (Stand 1. Jänner 2024).

## Lage
Die Ortschaft liegt auf dem Gebiet der Katastralgemeinde Guttaringberg, im Südwesten des Guttaringer Berglands. Die Höfe liegen über eine Nord-Süd-Ausdehnung von etwa 6 km Luftlinie verstreut, und sind teils nur auf unbefestigten Wegen zu erreichen.
Viele der Höfe des Orts sind vom Hauptort der Nachbargemeinde Althofen aus erreichbar. Dazu zählen die nur ein paar hundert Meter nördlich von Althofen liegende Fercherhube (Nr. 28), die oberhalb des Weindorfer Grabens liegende Hubmannhube (Nr. 26), die rechts oberhalb des Dobischerbachs liegenden Untere Fercherhube (Nr. 24), Oberfercherhube (Nr. 25) und Dellacherhube (Nr. 12), weiter im Nordosten die Schadlitzerhube (Nr. 13), die Bacherhube (Überbacherhube, Haus Nummer 1) und Strasser (Nr. 4) sowie südlich des Kirchweilers Dobritsch die Neubauerhube (Nr. 5), die Töchlingerhube (Nr. 8) und die Duellerhube (Duller, Nr. 10).
Einige der Höfe des Orts sind über Urtl und den sich von dort hinauf nach Nordwesten erstreckenden Dobischergraben erreichbar und liegen im Dobischergraben sowie an den Hängen des Gasserbachs. Dazu zählen die Höfe Feldbauerhube (Feldner, Mayerhube, Nr. 18), Jandlhube (Nr. 19), Jödlhube (Nr. 20) und Dobischer (Nr. 22).
Nordwestlich nahe dem Gemeindehauptort Guttaring liegen die Holzerhube (Nr. 27) und die Kernmayerhube (Nr. 29).

## Geschichte
In der ersten Hälfte des 19. Jahrhunderts gehörte Guttaringberg zum Steuerbezirk Althofen (Herrschaft und Landgericht). Bei Gründung der Ortsgemeinden 1850 kam der Ort an die Gemeinde Guttaring.

## Bevölkerungsentwicklung
Für die Ortschaft ermittelte man folgende Einwohnerzahlen:
- 1869: 27 Häuser, 211 Einwohner[2]
- 1880: 28 Häuser, 213 Einwohner[3]
- 1890: 26 Häuser, 223 Einwohner[4]
- 1900: 26 Häuser, 173 Einwohner[5]
- 1910: 23 Häuser, 186 Einwohner[6]
- 1923: 24 Häuser, 204 Einwohner[7]
- 1934: 180 Einwohner[8]
- 1961: 22 Häuser, 136 Einwohner[9] (offenbar inklusive der heutigen Ortschaft Oberstranach)
- 2001: 22 Gebäude (davon 14 mit Hauptwohnsitz) mit 25 Wohnungen; 63 Einwohner und 3 Nebenwohnsitzfälle; 17 Haushalte; 1 Arbeitsstätte, 15 land- und forstwirtschaftliche Betriebe[10]
- 2011: 25 Gebäude, 74 Einwohner, 24 Haushalte, 3 Arbeitsstätten[11]
- 2021: 17 Gebäude, 58 Einwohner, 17 Haushalte, 10 Arbeitsstätten[12]

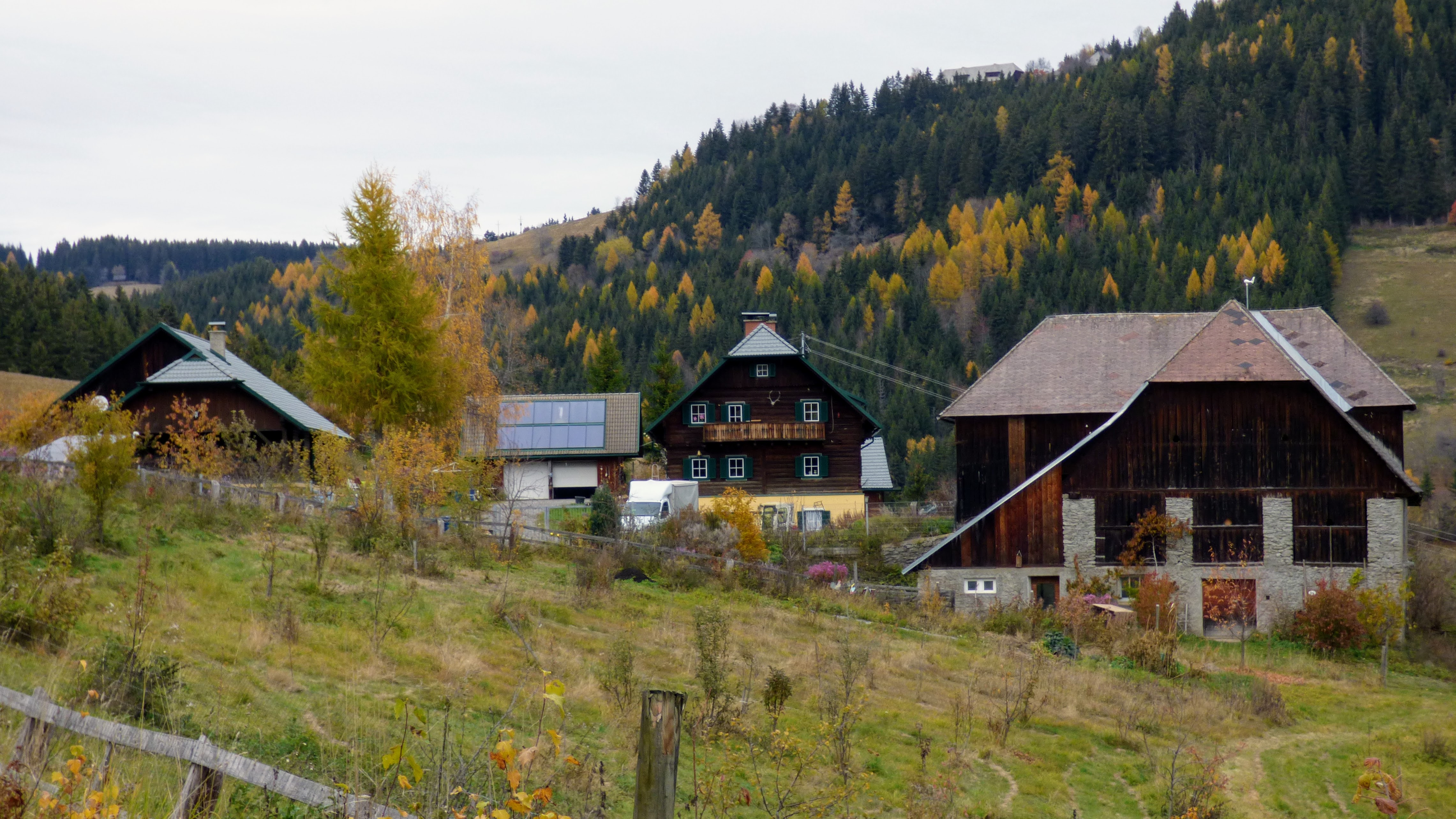
Dellacherhube, Nr. 12
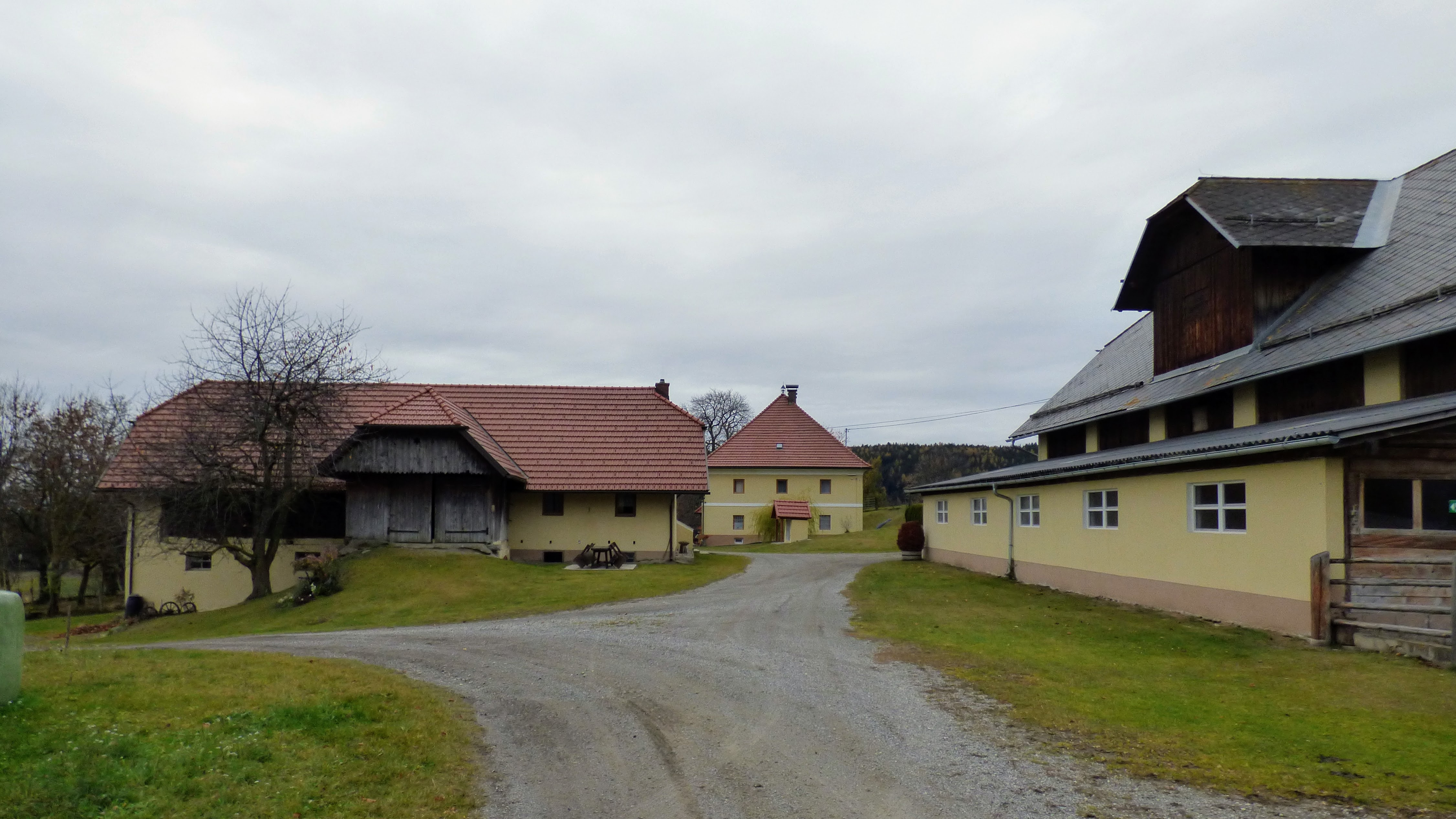
Schadlitzerhube, Nr. 13
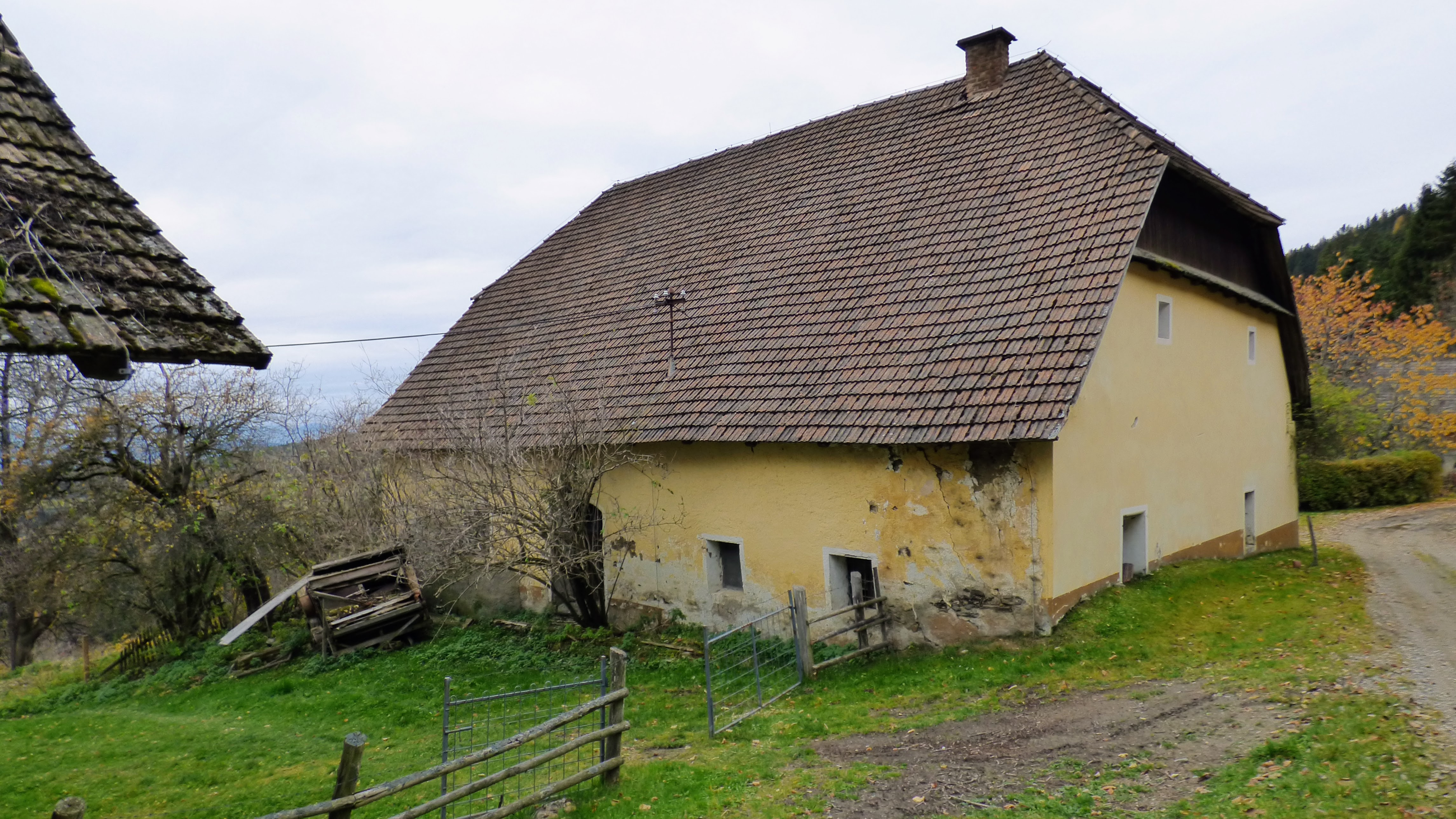
Bacherhube, Nr. 1
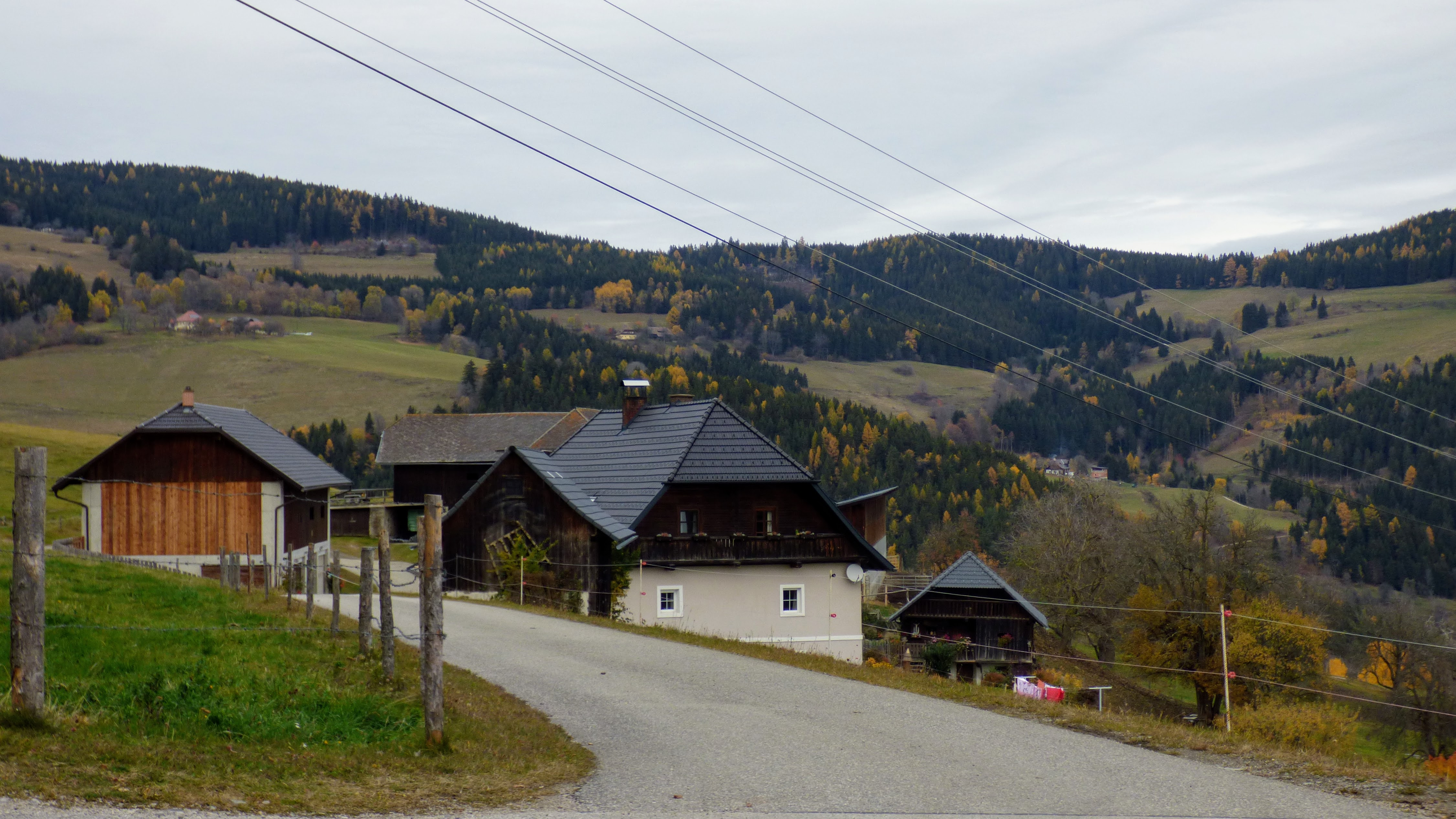
Oberfercherhube, Nr. 25